# Juan Andrés Mitrovic Guic
Juan Andrés Mitrovic Guic (Iquique, 21. svibnja 1921. – 13. srpnja 2008.), bivši čileanski košarkaš, hrvatskog podrijetla.
Na Olimpijskim igrama 1948. je igrajući za čileansku košarkašku reprezentaciju osvojio 6. mjesto.